# Хансен, Хонатан
Хонатан Альберто Хансен (исп. Jonathan Alberto Hansen; род. 10 сентября 1988, Сунчалес, Санта-Фе) — аргентинский футболист, нападающий коста-риканского клуба «Сан-Хосе».

## Биография
Хансен начал профессиональную карьеру в клубе «Кильмес». В 2007 году он дебютировал в Примере B. В 2008 году Хонатан на правах аренды выступал за «Акассусо». В 2009 году он перешёл в «Эль-Порвенир», за который выступал два сезона. В 2011 году Хонатан присоединился к эквадорскому «Имбабура». 23 июля в матче против «Эмелека» он дебютировал в эквадорской Примере. 7 августа в поединке против «Манта» Хансен забил свой первый гол. В начале 2012 года он перешёл в гондурасский «Реал Эспанья». 9 февраля в матче против «Некаксы» Хонатан забил свой первый гол в чемпионате Гондураса. В поединках против «Депортес Савио» и «Атлетико Чолома» он сделал по хет-трику.
Летом 2013 года Хансен перешёл в гватемальский «Сучитепекес». 4 августа в матче против «Шелаху» он дебютировал в чемпионате Гватемалы. В этом же поединке Хонатан забил свой первый гол за новую команду. По итогам сезона Хансен с одиннадцатью мячами вместе с Карлосом Фелиском стал вторым бомбардиром чемпионата.
В начале 2014 года он вернулся в Эквадора, став футболистом «Депортиво Кито». 25 января в матче против «Индепендьенте дель Валье» Хансен дебютировал за новый клуб. 24 августа в поединке против «Барселоны» из Гуаякиль Хонатан забил свой первый гол за «Депортиво Кито». Отличившись всего дважды, по окончании сезона он покинул команду. В начале 2015 года Хансен подписал контракт с коста-риканским «Эредиано». 13 февраля в матче против «Кармелиты» он дебютировал в чемпионате Коста-Рики. 18 марта в матче Лиги чемпионов КОНКАКАФ против мексиканской «Америке» Хансен забил гол. 22 марта в поединке против УКР Хонатан сделал «дубль», забив свои первые голы за «Эредиано» в чемпионате. В своём дебютном сезоне он стал чемпионом Коста-Рики, а через год повторил достижение.
В начале 2017 года Хансен перешёл в мексиканский «Алебрихес де Оахака». 7 января в матче против «Атланте» он дебютировал в Лиге Ассенсо. Через неделю в поединке против «Селая» Хонатан забил свой первый гол за «Алеюрихес де Оахака».

## Достижения
«Эредиано»
- Чемпион Коста-Рики (2): Верано 2015, Верано 2016